# 1469
1469 (MCDLXIX) var ett normalår som började en söndag i den julianska kalendern.

## Händelser

### Januari
- Januari–februari – Karl Knutsson (Bonde) faller åter in i Västergötland, men tvingas tillbaka av Kristian I.

### Mars
- 28 mars – Danskarna besegrar svenskarna i slaget vid Bjerkelunda (vid Herrljunga).

### Juni
- 30 juni – Svenskarna intar och förstör Axevall.

### Oktober
- 13 oktober – Oxenstiernorna, under ledning av Erik Karlsson (Vasa), gör uppror mot Karl Knutsson.
- 16–24 oktober – Förhandlingar förs mellan Sverige och Danmark i Lübeck, vilket gör slut på det danska kriget.
- 17 oktober – Prins Ferdinand II av Aragonien gifter sig med prinsessan Isabella I av Kastilien. Denna händelse leder till Spaniens enande 1516.

### November
- November–december – Erik Karlsson tar kontroll över landskapen kring Mälaren.

### December
- 18 december – Påven utnämner Jakob Ulvsson till svensk ärkebiskop. Han kommer att sitta till 1515 och bli den som har innehaft ämbetet längst.
- December – Danskarna går in i Sverige för att stödja det svenska upproret.
- Vintern - Upprorshären segrar i slaget vid Arboga.

### Okänt datum
- Kungariket Kandy grundas.[1]

## Födda
- 15 april – Guru Nanak, grundare av den sikhiska religionen.
- 3 maj – Niccolò Machiavelli, italiensk politiker, historiker och politisk författare.
- 22 november – Timoteo Viti, italiensk målare.
- Laura Cereta, italiensk humanist och feminist.

## Avlidna
- 14 april – Birgitta Karlsdotter (Bonde), prinsessa av Sverige.

### Fotnoter
1. ↑  World Statesmen (läst 7 april 2011)